# Altenburg (Reuschberg)
Die Altenburg, auch Alte Burg genannt, war einst eine mittelalterliche Höhenburg im bayerischen Spessart. Sie befand sich auf dem Gipfel des Reuschberges östlich von Schöllkrippen. Von der Burg ist heute nur noch ein Burgstall mit Ringwall erhalten. Anfang des 20. Jahrhunderts konnte man noch ganze Steinmauern erkennen, die aber in den sechziger Jahren dem Steinraub zum Opfer fielen. 

## Geografische Lage

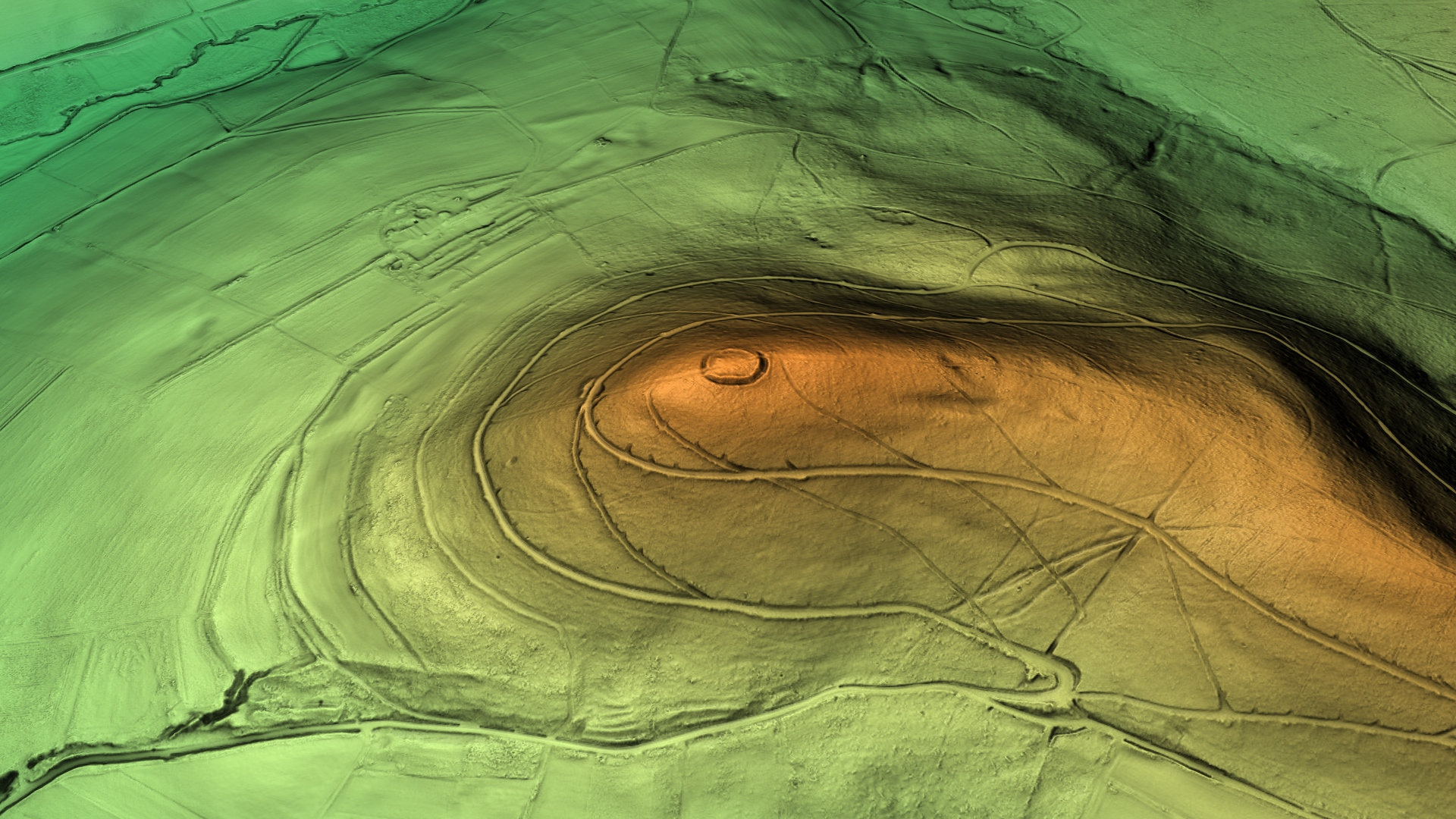
3D-Ansicht des digitalen Geländemodells

Der Burgstall der Spornburg befindet sich etwa 1650 Meter ostnordöstlich der katholischen Pfarrkirche Sankt Lukas in Schöllkrippen auf einem nach Westen gerichteten Ausläufer der Geiershöhe, dem 414,6 m ü. NN hohen Reuschberg. Die ehemalige Burganlage liegt heute im Gemeindefreien Gebiet Schöllkrippener Forst, in der dortigen Staatswaldabteilung V, 9a Altenburg und 10a Reuschberg. 
Der heute komplett bewaldete Reuschberg fällt bis auf die Ostseite steil rund 200 Höhenmeter in die umliegenden Täler des Laudenbaches, der Kahl und dem des Höllenbaches ab. Im Osten geht der Berg in einen wenige Höhenmeter tiefer liegenden Bergsattel über, der erst nach Osten verläuft, und dann nach Südosten umbiegt, um dann zur 490 m ü. NN hohen Geiershöhe anzusteigen.
Weitere ehemalige Burgen in der Umgebung sind die in südsüdwestlicher Richtung gelegenen Burgen Landesehre auf dem Gräfenberg und die Burg Waldenberg auf dem Klosterberg bei Rottenberg. In westsüdwestlicher Richtung befindet sich ein unbekannter Burgstall auf dem Kalmus genannten Berg, etwas weiter die Burgruine Hauenstein sowie die abgegangene Burg Mömbris auf dem Friedhof in Mömbris.

## Geschichte

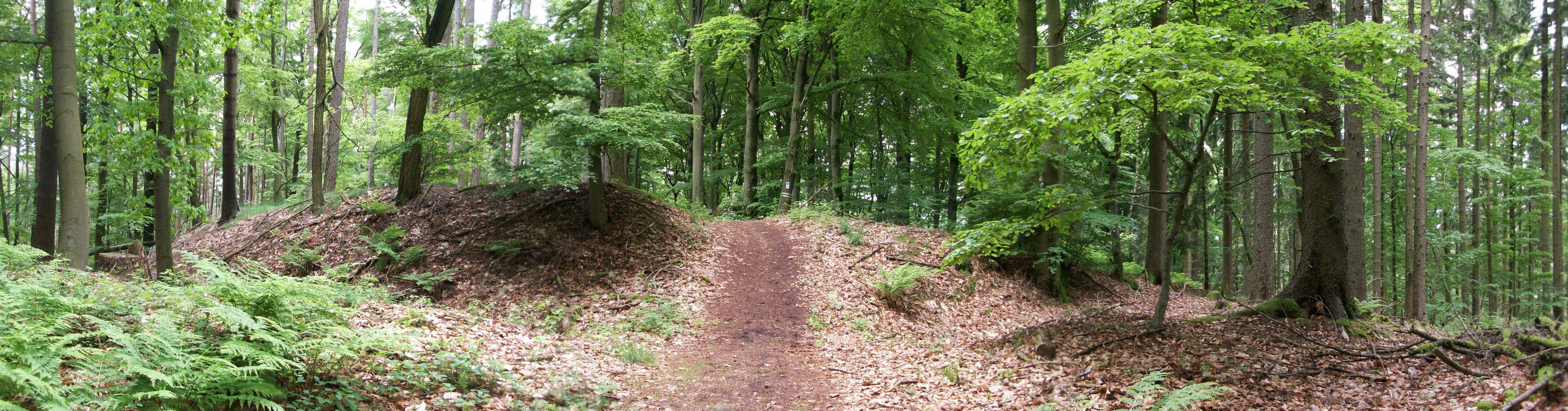
Der Burgstall aus Richtung Osten fotografiert, Wallgraben, Ringmauer und erhöhter Burgstall sind deutlich sichtbar

Lange Zeit glaubte man, die Altenburg und der Ringwall seien keltischen Ursprungs, doch nach einer Ausgrabung im Jahr 2005 kamen Zweifel auf. Man fand keine Objekte aus vorgeschichtlicher Zeit, sondern einige keramische Gegenstände aus dem 11. und 12. Jahrhundert. Mit etwa 1300 Quadratmetern ist die Anlage im topographischen Vergleich mit anderen Befestigungen eher klein und macht einen mittelalterlichen Ursprung wahrscheinlich.
Der stellenweise bis zu einem Meter hohe Erdwall wurde wahrscheinlich sehr schnell aufgebaut, was vermuten lässt, dass es sich bei der Altenburg um eine provisorisch aufgebaute Befestigung handelt. Denn auch der fehlende Nachweis einer permanenten Innenbebauung schließt auf eine nur in Zeiten politischer Unruhen begrenzte Nutzung als Fliehburg. Möglicherweise sind die Ursprünge der Wallanlage in der bewegten Zeit der Ungarneinfälle zu suchen. Auszuschließen ist jedoch ein vorgeschichtlicher Ursprung der Altenburg.

## Beschreibung
Die Burgstelle auf dem Gipfelpunkt des Reuschberges zeigt sich als ovaler Ringwall mit einem Ost-West-Durchmesser von rund 50 Meter, von Norden nach Süden beträgt die Breite der Befestigung etwa 40 Meter. 
Der Ringwall ist durchschnittlich etwa 0,50 Meter hoch, an der Süd- und der Ostseite erreicht er noch die Höhe von einem Meter. Diesem Wall ist ein zwei Meter breiter und ebenso tiefer Ringgraben vorgelegt, dem wiederum ein verflachter Außenwall folgt. An der steilen Nordseite des Reuschberges setzt der Graben sowie der Außenwall dagegen aus. Der frühere Zugang zur mittelalterlichen Befestigung lag wohl im Bereich eines neuzeitlichen Wegedurchbruches im Westen der Anlage.

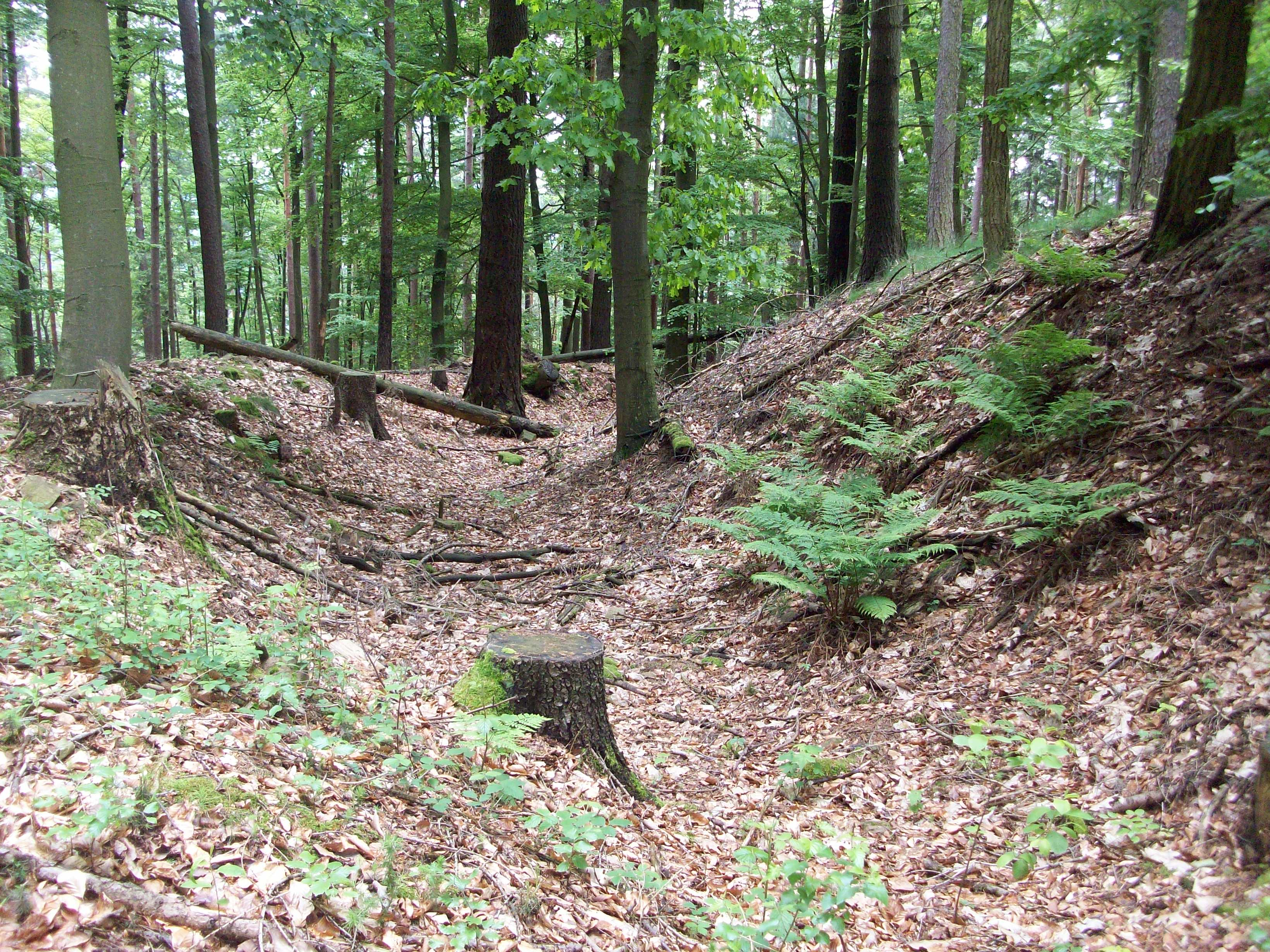
Blick in den Wallgraben Richtung Süden
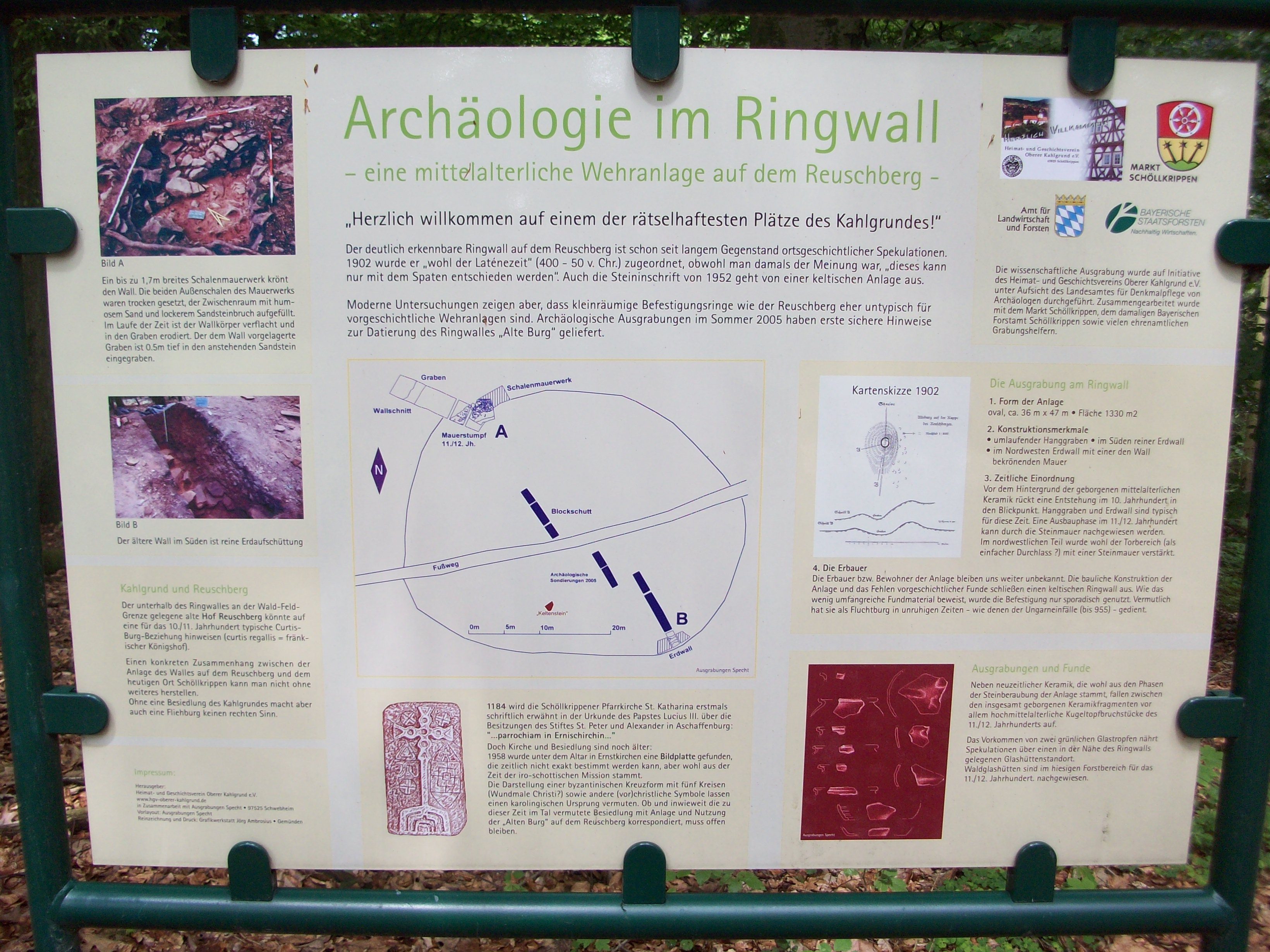
Die Informationstafel im Zentrum des Burgstalls
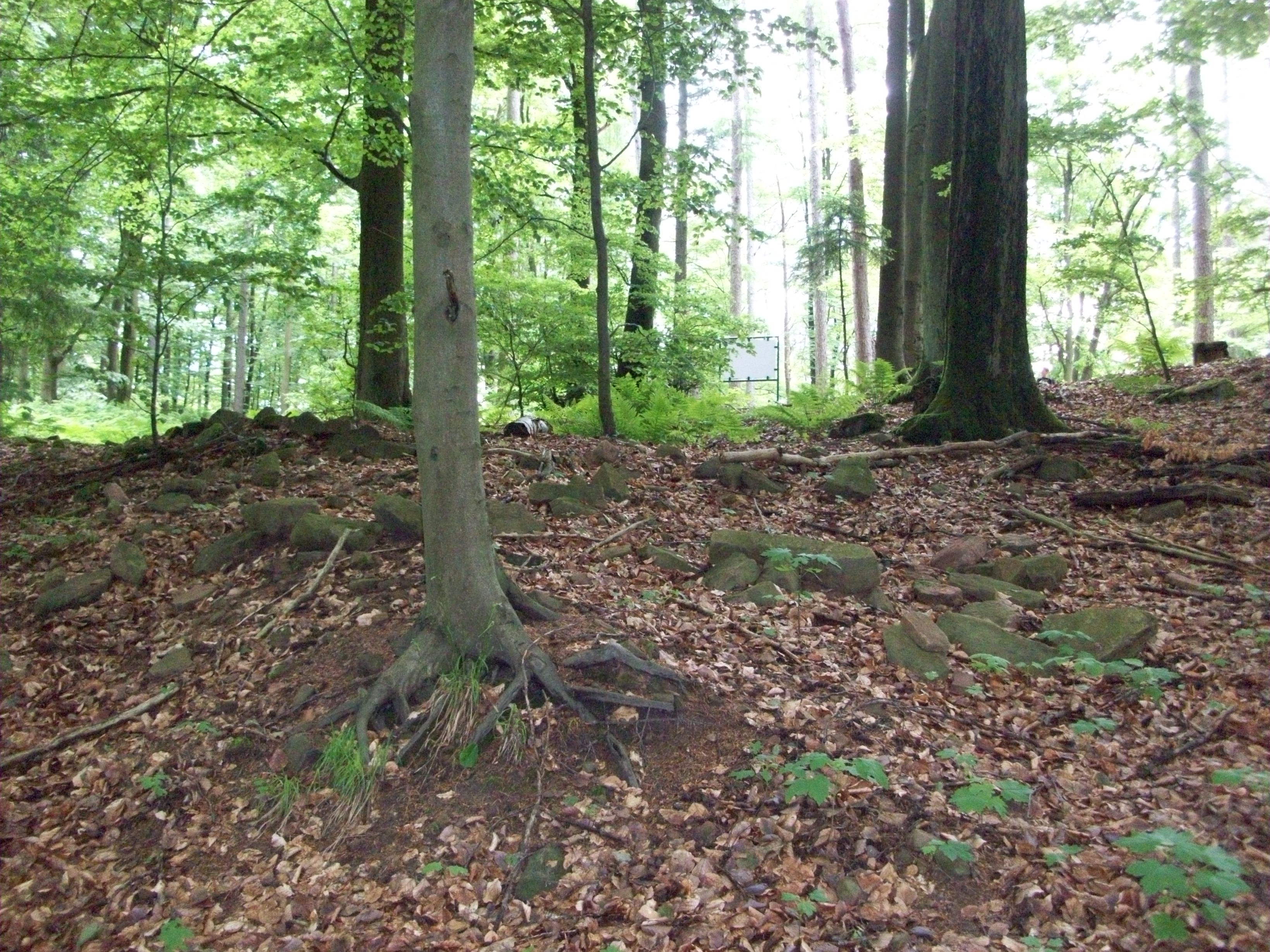
Steinfragmente am Wallgraben am 2005 ergrabenen Zugang zur Burg
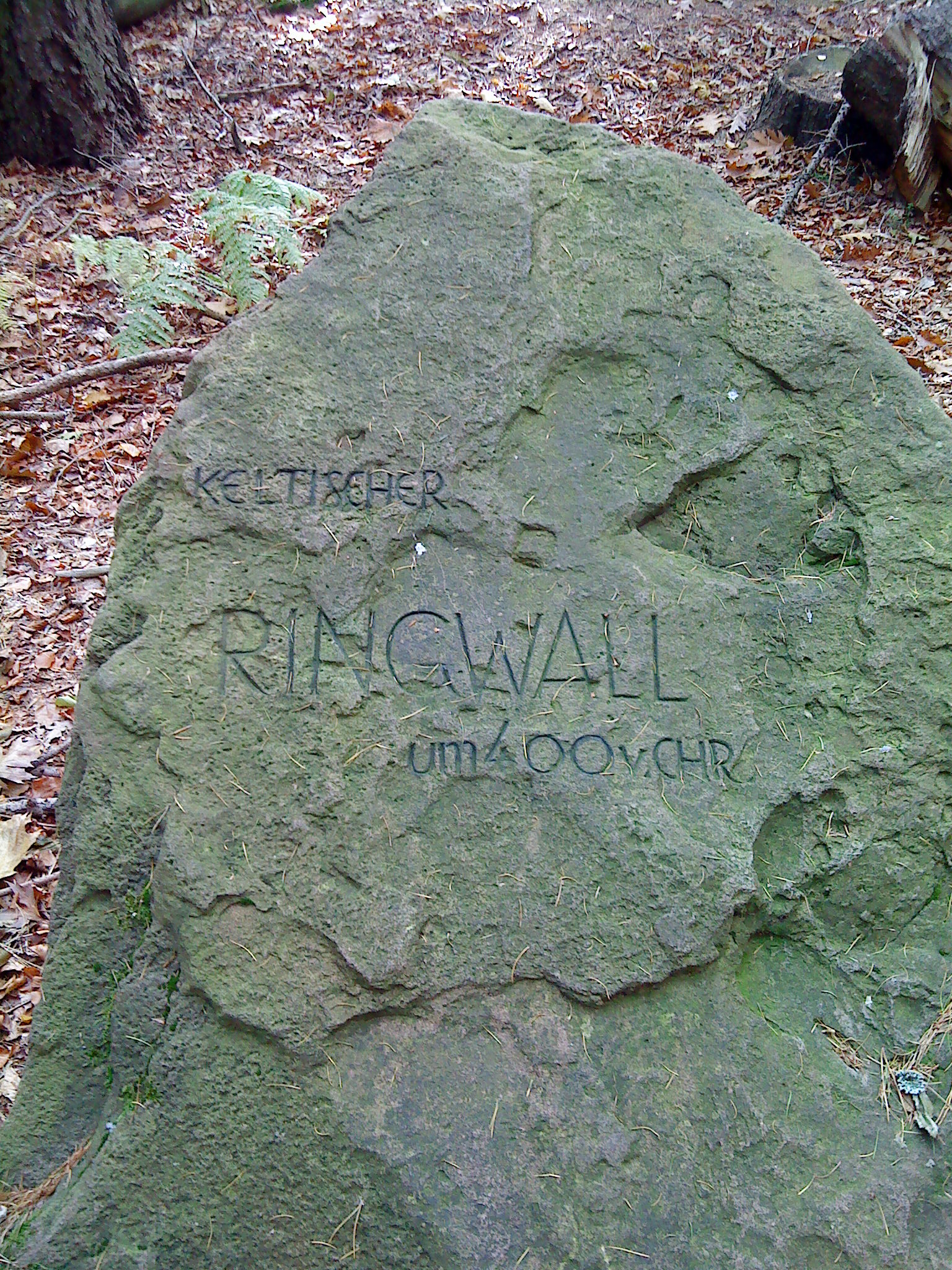
Der Hinweisstein des Ringwalls, mit fälschlicherweise keltischer Zuordnung